# زهمکان
زهمکان، روستایی در دهستان زهمکان بخش هور شهرستان فاریاب در استان کرمان ایران است. این روستا، مرکز دهستان زهمکان است.

## موقعیت جغرافیایی
این روستا در ۱۳۰ کیلومتری شهرستان کهنوج و۴۰ کیلومتری شهر فاریاب و ۴۵ کیلومتری اسفندقه جیرفت و ۳۷ کیلومتری صوغان ارزوئیه می‌باشد که محل تلاقی سه شهرستان فاریاب، جیرفت و ارزوئیه می‌باشد. وارتفاع متوسط ان از سطح دریا برابر با۱۳۰۰ متر است موقعیت جغرافیای این روستا۵۷٫۰۹ درجه طول شرقی، ۲۸٫۱۸ درجه عرض شمالی می‌باشد و به لحاظ وضعیت طبیعی بین دو کوه زهمکان غربی باارتفاع ۱۵۲۵ متر و وکوه زهمکان شرقی با ارتفاع ۱۵۷۷ متر واقع است و از شمال شرقی به شهرستان جیرفت و از شمال غربی به بخش صوغان متصل است ورودی روستا از فاریاب راهی بسیار صعب العبور و در مسیر رودخانه می‌باشد که در این مسیر روستاهای نارمند و موردان قرار دارند راه زهمکان از فاریاب چندین سال است که در دست احداث می‌باشد.

## تاریخچه
قدمت این روستا بنا بر آثار بجا مانده مانند گورهای گبر (گبری‌ها مردمانی زرتشتی بودند که در قبل از اسلام زندگی می‌کردند و در هنگام مرگ اجساد خود را بر روی یال‌های کوه مدفن می‌کردند و در قبور وسایل زندگی اعم از شمشیر. آب و غذا و طلا و جواهرات به همراه جسد زیر خاک می‌کردند و در اطراف قبر دیواره ای سنگ چین به ارتفاع یک متر و شعاع دو متر می‌ساختند که حریم قبر بوده) و سنگ نوشته‌ها و طراحی‌های مربوط به دورهٔ پیش از تاریخ به زمان‌های بسیار دور بیش از سه هزار سال پیش به دورهٔ اشکانیان بر می‌گردد. هم‌اکنون اکثر افراد روستای زهمکان با هم قوم و خویش نزدیک بوده و تقریباً هرسه طایفه (نوری و مهدوی و اسکندری)با هم یک خانواده می‌باشند و در نهایت فرهنگ و اصالت مثال زدنی در کنار هم زندگی می‌کنند.

## پیشینه نام
نام این روستا در ابتدا زرمکان بوده که این نام به دلیل وجود معادن زیاد و از همه مهمتر طلا در این منطقه می‌باشد. رفته رفته با گرایش مردم به کشاورزی و ایجاد قنات‌های متعدد و بالا بودن سطح آب که امروزه ۵ قنات آن هنوز باقیست؛ و با بلا استفاده ماندن معادن. نام روستا به زهمکان تغییر میابد.

## جمعیت
بر پایه سرشماری عمومی نفوس و مسکن در سال ۱۳۹۵، جمعیت این روستا برابر با ۶۳۱ نفر (۱۹۰ خانوار) بوده‌است.

## محصولات
محصولات کشاورزی نظیر انار و انجیر و انگور و خرما و مرکبات در این روستا به دست می ایند که البته با توجه به خشکسالی‌های اخیر خسارات زیادی به کشاورزی این منطقه وارد شده‌است.

## معادن
معادن زیادی اعم از کروم ،مس ،طلا و سنگ چینی در حوالی این روستا وجود دارد که تا امروز هیچ بهره‌برداری از آن‌ها صورت نگرفته‌است به جز معادن سنگ چینی انگر که توسط سرمایه گذاری شخصی در حال بهره‌برداری است و لازم است ذکر شود معدن طلای زرترشت که در کوهای بین زهمکان و فاریاب قرار دارد در روزگاران پیش از اسلام حفاری‌هایی صورت گرفته‌است که نشانگر از فعالیت در آن روزگار می‌باشد چنانچه معدن مذکور مورد مطالعه و بررسی قرار گیرد تحولی بزرگی در زمین‌های اقتصادی، اجتماعی و فرهنگی منطقه صورت می‌گیرد